# R71 (stjärna)
R71 eller HD 269006, är en ensam stjärna i Stora magellanska molnet (LMC) och belägen i norra delen av stjärnbilden Taffelberget tre bågminuter sydväst om Beta Mensae. Den har en neutral skenbar magnitud av ca 11 och kräver ett teleskop för att kunna observeras. Baserat på parallax enligt Gaia Data Release 3 på ca 0,033 mas beräknas den befinna sig på ett avstånd av ca 163 000 ljusår (ca 49 970 parsec) från solen. Den rör sig bort från solen med en heliocentrisk radialhastighet av ca 173 km/s. Stjärnan klassificeras som en lysande blå variabel och är en av de mest ljusstarka stjärnorna i LMC. 

## Observation
R71 har länge varit känd som en blå superjätte och en av de ljusaste stjärnorna i de magellanska molnen och gavs spektraltyp B2.5 Iep.
År 1974 hade R71 ökat i ljusstyrka från omkring 11:e magnituden till omkring magnituden 9,2, och undersökningar av historiska fotografiska plåtar visade att det hade skett liknande förändringar tidigare, med ljusstyrkan som toppade runt 1914 och 1939. Ökningen av visuella magnituden åtföljdes av rodnad, uppenbar kylning av stjärnan. Sådana utbrott av 1–1,5 magnituder från blå superjättar åtföljda av kylning av flera tusen kelvin, så att den bolometriska ljusstyrkan förblev ungefär konstant, ansågs vara karakteristiska för en klass av variabler som då kallades S Doradus-variabler, nu kallade lysande blå variabler.
Utbrottet av R71 varade från omkring 1971 till 1977, och de bleknade sedan tillbaka till omkring 11:e magnitud. Uppgifterna är ofullständiga, men ett nytt utbrott observerades börja 2006 med ljusstyrkan som ökade bortom alla tidigare observationer till magnituden 8,7. Temperaturen svalnade också till rekordnivåer runt 6 650 K och ljusstyrkan beräknades ha ökat markant. Under uppgången av detta utbrott började periodiska ljusstyrkavariationer med en amplitud på cirka 0,1 magnituder att uppträda.

## Spektrum

Infraröd bild från Spitzerteleskopet av det Stora magellanska molnet, som visar R71 som en ljusröd prick längst ner (sydväst) i bilden

Spektrum av R71 i vila (minsta ljusstyrka) visar svaga emissionslinjer för Hα och Hβ och absorptionslinjer för resten av Balmer-serien. Det finns många starka förbjudna emissionslinjer, särskilt av joniserat järn. Spektrumet klassificeras lätt som en superjätte av B-klass, de egenheter som emission och förbjudna linjer är inte ovanliga för de mest lysande stjärnorna. 
Under 1970-talets utbrott utvecklade många spektrallinjer stark P Cygni-profil, medan de förbjudna emissionslinjerna försvagades och så småningom försvann. Många andra metallabsorptionslinjer dök upp och spektrumet var helt klart av en svalare stjärna i spektralklass A.
Under 2012, vid toppen av det ovanligt ljusa utbrottet, utvecklades Hα-linjerna till dubbeltoppade emissionslinjer och så småningom till inverterade P Cygni-profiler. Hβ visar mycket svagare emissionsvingar till de inverterade P Cygni-profilerna, och andra vätelinjer visar ingen emission. Heliumspektrallinjer försvann helt, vilket tyder på mycket lägre temperaturer. Absorptionslinjer av metaller dominerar det visuella spektrumet, vilket återigen anger kall temperatur. En särskilt ovanlig egenskap är de nära-infraröda förbjudna emissionslinjerna av joniserat kalcium som vanligtvis bara ses hos varma hyperjättar, men också kända från η Carinae under dess stora utbrott. Spektralklassen beräknas vara så sent som F9 till G1 under detta utbrott.

## Variabilitet

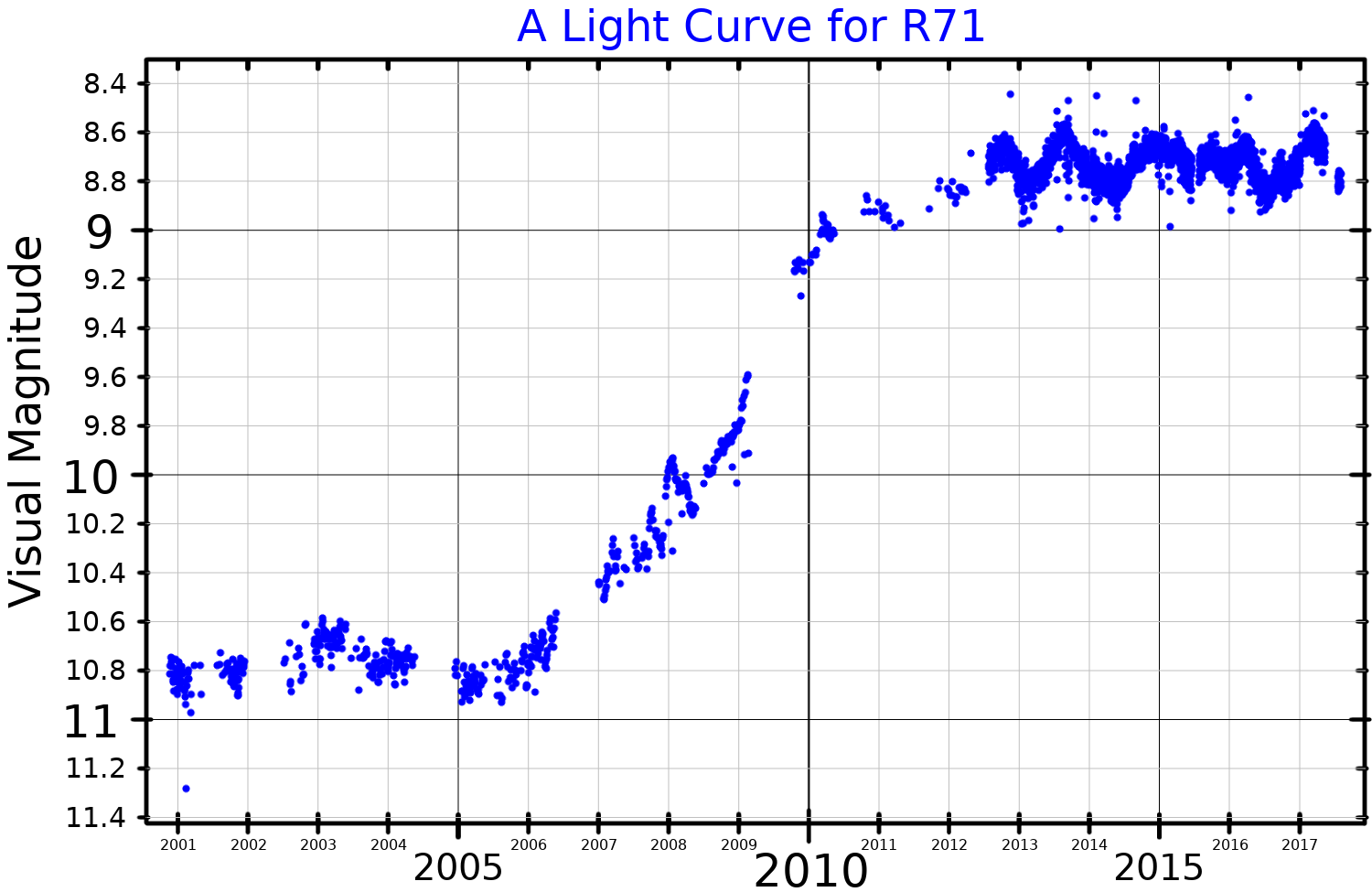
Ljuskurva i visuella bandet för R71, plottad från Mehner et al.(2017)

R71 visar ljusstyrkevariationer på många sätt som är typiska för gruppen av lysande blå variabler: långa perioder nära en lägsta ljusstyrka som kallas stilla; mikrovariationer på mindre än 0,1 magnitud under de vilande perioderna, och utbrott av en storleksordning eller mer som varar flera år med några decenniers mellanrum. Vid stillastående är stjärnan runt magnituden 11, med den lägsta ljusstyrkan som registrerats vid omkring magnituden 11,2. 1914-, 1939- och 1970-talets utbrott nådde ungefär magnituderna 10,2, 9,9 respektive 9,8.
Utbrotten av R71 har tydligen blivit allt ljusare, om än från endast en handfull observerade, med 2012 års utbrott som var ovanligt ljust för denna klass av variabler och nådde en topp på magnituden 8,7. Det är också ovanligt att periodiska variationer på cirka 0,2 magnituder utvecklades under uppgången till maximal ljusstyrka. Perioden för dessa variationer ökade när ljusstyrkan ökade tills den var cirka 425 dygn.

## Egenskaper

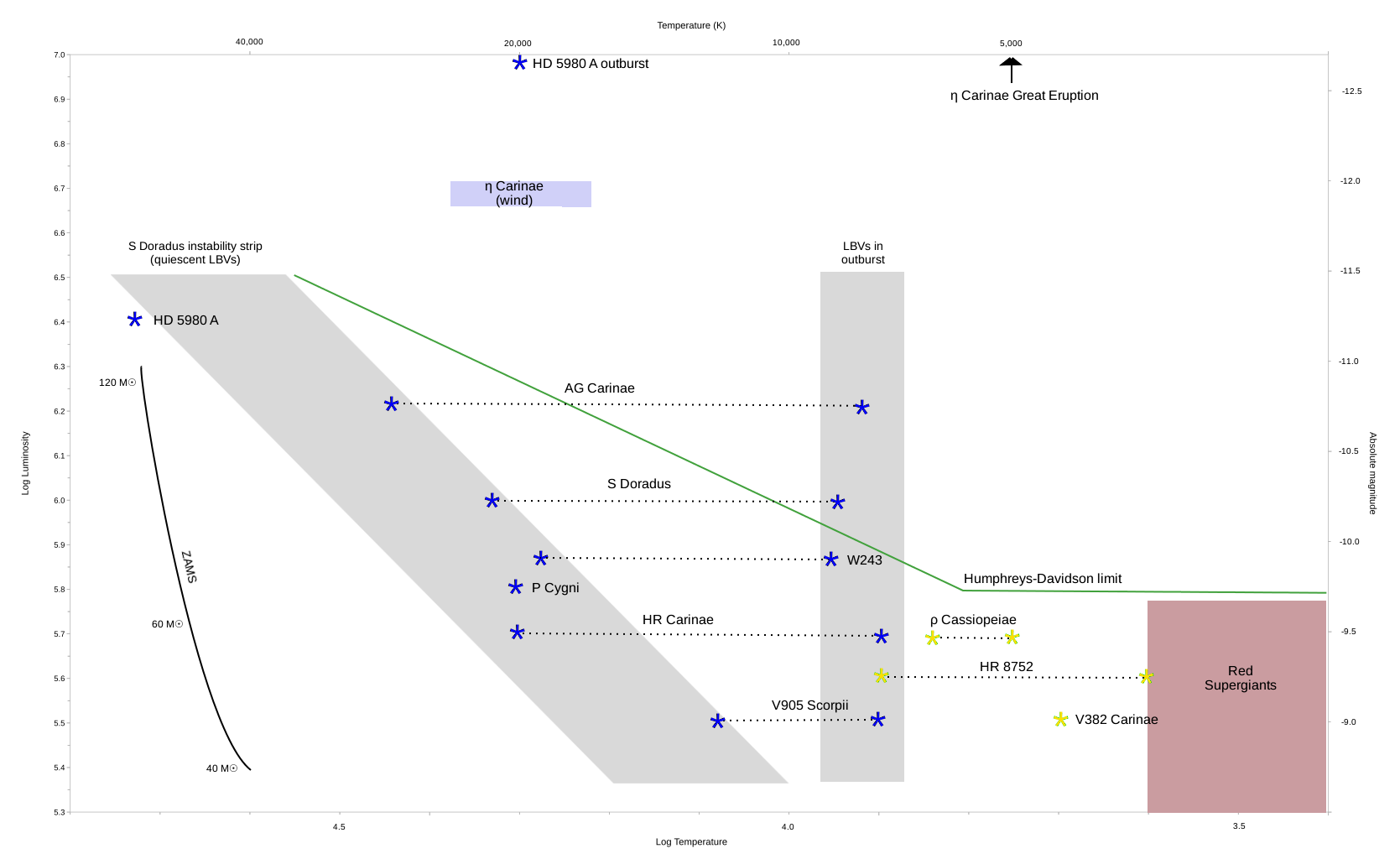
HR-diagram som visar placeringen av de ljusblå variablerna och deras typiska beteende under ett utbrott.

R71 är en av de mest lysande stjärnorna som är kända och den mest lysande i de magellanska molnen under utbrottet 2012. Under vila uppträder den som andra mycket lysande tidiga B-superjättar, med en effektiv temperatur av ca 15 000 K och luminositet av 600 000 gånger solens. Radien för denna typ av stjärnor är inte väldefinierad eftersom den har en tät stjärnvind och förlorar massa med ungefär en solmassa pår tre miljoner år. Standarddefinitionen av en stjärnyta vid optiskt djup av 2/3 ger en radie på 107 solradier, men en mer realistisk definition av ytan för denna typ av stjärna är vid optiskt djup av 20 vilket ger en radie på 97 solradier.
Under ett utbrott svalnar och expanderar R71 även om den bolometriska ljusstyrkan inte förändras särskilt mycket, vilket är typiskt beteende för en lysande blå variabel. På grund av den svalare temperaturen emitteras mer av den elektromagnetiska strålningen vid visuella våglängder och den visuella ljusstyrkan ökar. Under det onormala utbrottet 2012 svalnade stjärnan bortom den typiska minimitemperaturen för lysande blå variaber på cirka 8 500 K, och nådde ungefär 6 650 K och radien ökade cirka fem gånger till cirka 500 solradier. Ljusstyrkan ökade tydligt också till över en miljon gånger solens, något som har setts i andra LBV men som anses vara ovanligt. Detta kommer sannolikt att överstiga den empiriska Humphreys-Davidson-gränsen där stjärnor blir instabila på grund av sin höga ljusstyrka.
Variationerna i ljusstyrkan som visas under det ovanligt svala utbrottet kan vara relaterade till de som visas av Cepheidvariabler och RV Tauri-variabler. Den särskilt låga temperaturen för R71 nära instabilitetsremsan där temperaturrelaterade opacitetsförändringar i atmosfären orsakar regelbundna pulseringar.